# Vladimir Diattchine
Vladimir Fiodorovitch Diattchine (russe : Владимир Фёдорович Дятчин), née le 14 octobre 1982 à Lipetsk, est un nageur russe spécialiste de la nage en eau libre.

## Biographie
Il a remporté le 10 km en eau libre aux Championnats du monde 2007 malgré la souffrance de par les longues lacérations sur les deux côtés de la cage thoracique, causées par une piqûre de méduse.
En 2007, il a été élu par le Swimming World Magazine comme le nageur en eau libre de l'année.

## Palmarès

### Jeux olympiques
| Épreuve / Édition  | Pékin 2008  | Londres 2012 |
| 10 km en eau libre | Disqualifié | 7e           |

### Championnats du monde
- Championnats du monde 2003 à Barcelone ( Espagne) :
  -  Médaille d'or au 10 km en eau libre.
- Championnats du monde 2007 à Melbourne ( Australie) :
  -  Médaille d'or au 10 km en eau libre.
- Championnats du monde 2001 à Fukuoka ( Japon) :
  -  Médaille d'argent au 10 km en eau libre.
- Championnats du monde 2011 à Shanghai ( Chine) :
  -  Médaille d'argent au 25 km en eau libre.
- Championnats du monde 2003 à Barcelone ( Espagne) :
  -  Médaille de bronze au 5 km en eau libre.
- Championnats du monde 2009 à Rome ( Italie) :
  -  Médaille de bronze au 25 km en eau libre.
- Championnats du monde de nage en eau libre 2010 à Roberval ( Canada) :
  -  Médaille de bronze au 10 km en eau libre.